# Bulnesia rivas-martinezii
Bulnesia rivas-martinezii là một loài thực vật có hoa trong họ Zygophyllaceae. Loài này được G.Navarro miêu tả khoa học đầu tiên năm 1994.